# پتر هوگستاد
پتر هوگستاد (انگلیسی: Petter Hugsted؛ ۱۱ ژوئیه ۱۹۲۱ – ۱۶ مه ۲۰۰۰) اسکی‌باز پرش اهل نروژ بود.
وی در مسابقات کشوری و بین‌المللی در مجموع برندهٔ ۱ مدال طلا شده‌است.